# Havířská (Praha)
Havířská ulice na Starém Městě v Praze spojuje Rytířskou ulici a Ovocný trh s ulicí Na Příkopě. Na rohu s touto ulicí je známý Dětský dům (adresa Na Příkopě 15), postavený v letech 1925-29, dnes tu sídlí prodejna globální sítě značkových oděvů Zara. Na čísle 2 byl v roce 1998 otevřen Dům hraček Sparkys, kde od ledna 2016 je historická výstava modelů z populární stavebnice Merkur.

## Historie a názvy
Ulice vznikla kolem roku 1402 za vlády krále Václava IV (1361-1419), kdy byly v tomto místě prolomeny městské hradby a název ulice byl "V lomeném" nebo "V průlomu". V 16. století dostala název "Havířská" podle barokní sochy havíře na domě U Havíře, orientační číslo 2.

## Budovy, firmy a instituce
- Dům U Havíře - Havířská 2, Rytířská 26[5]
- Obchodní dům U Sedláků - Havířská 4[6]
- Dům U Čížků - Havířská 6[7]